# Ширинкин, Борис Леонидович
Борис Леонидович Ширинкин (14 [26] октября 1865, Воронежская губерния — 6 [19] мая 1915, Нечулице, Свентокшиское воеводство) — русский журналист, редактор и издатель.

## Биография
Родился 14 октября 1865 года в Воронежской губернии. Принадлежал к воронежскому дворянскому роду Ширинкиных. Отец — Леонид Никифорович Ширинкин, коллежский регистратор, канцелярский служитель канцелярии Новохопёрского уездного предводителя дворянства. Дед — Никифор Михайлович Ширинкин, выпускник Морского кадетского коруса (1817), мичман Черноморского флота, уволен от службы в 1821 году, позднее — судья Новохопёрского уездного суда. 
С 1877 года учился в Михайловской Воронежской военной гимназии (выпуск 1884 года), откуда для завершения военного образования был переведён в 1-е военное Павловское училище. Входил в его революционный кружок. Состоял в военной организации «Народной воли». С 1886 года — подпоручик 101-го пехотного Пермского полка. Проходил одним из подсудимых на процессе по делу военных кружков «Народной воли», рассматриваемом Петербургским военно-окружным судом в октябре 1887 года. Признан виновным по 250-й статье Уложения о наказаниях и приговорён к лишению всех прав состояния, воинского звания и ссылке на поселение в «отдалённейшие места» Сибири, однако по решению императора наказание было ограничено разжалованием в рядовые. 16 января 1891 года вновь произведён в подпоручики. С 1895 года — поручик. Служил в 82-м пехотном Е. И. В. Великого Князя Николая Михайловича полку, дислоцированном в Грозном. Уволен от службы 21 апреля 1899 года в чине штабс-капитана.  
В 1890-е годы жил в Грозном Терской области, откуда в 1899 году обратился с письмом к В. Г. Короленко по поводу смертного приговора, вынесенного Грозненским военным судом чеченцу Ильясу Юсупову. Написанная вскоре Ширинкиным по просьбе Короленко заметка о судебном процессе была опубликована в «Санкт-Петербургских ведомостях» (25 апреля 1899 года). Во время переписи населения России 1897 года работал счётчиком в Белгатое.
Позднее жил во Владикавказе (улица Моздокская, № 31), где в 1904 году родился его младший сын Анатолий и в том же году отдельным изданием была опубликована его работа «Владикавказское чудо: Правда о Любе Морозовой». Работал в областной типографии и корректором в местной газете «Правда». В 1905 году сменил Г. А. Вертепова на посту редактора газеты «Терские ведомости». Публиковался в московском журнале психизма, медиумизма и спиритуализма «Ребус».
С 1906 года — в Москве, где был редактором-издателем ежедневных вечерних газет «Свободная мысль» (1907) и «Наша мысль» (1907—1908), секретарём газеты «Голос Москвы». С началом Первой мировой войны вместе с семнадцатилетним сыном-гимназистом Мстиславом ушёл добровольцем на фронт. Служил штабс-капитаном в 9-м гренадёрском Сибирском полку. Погиб вместе с сыном 6 мая 1915 года в сражении у деревни Нечулице (Польша). Посмертно награждён Орденом Святого Станислава 3-й степени с мечами и бантом (03.07.1916).
Владел имением в Козловском уезде Тамбовской губернии.

## Семья
Жена — Екатерина Михайловна (Васильевна) Ширинкина (ок. 1870 — ?), уроженка Санкт-Петербургской губернии, православного вероисповедания. Дети:
- Георгий Борисович Ширинкин (ок. 1890 — 1915, Москва), умер от туберкулёза лёгких, похоронен на Миусском кладбище[27].
- Лидия Борисовна Ширинкина (1896, Грозный — ?), в 1914 году в Москве вышла замуж за челябинского мещанина Анатолия Григорьевича Заводчикова (1892—?)[26][28].
- Мстислав Борисович Ширинкин (ок. 1898 — 1915), участник Первой мировой войны, доброволец 9-го гренадёрского Сибирского полка, погиб 6 мая 1915 года.
- Милица Борисовна Ширинкина (1900, Владикавказ — 1914, Москва), умерла от слабости сердца, похоронена на Миусском кладбище[29][30].
- Анатолий Борисович Ширинкин (1904, Владикавказ[31] — после 1985, Москва), участник Великой Отечественной войны[32].

Борис Леонидович Ширинкин является дедом режиссёра Марка Анатольевича Захарова, который вспоминал:
На всякий случай запишу (ещё не известно, как сложится): дед по отцовской линии был поначалу революционером и сидел в Петропавловской крепости. Об этом мой отец писал Ворошилову, когда получил знаменитую 58-ю статью. Наверное, хотел, чтобы Ворошилов посоветовался о нём с Ежовым, а Ежов со Сталиным, который бы вызвал Будённого.
Ещё я узнал, что отец моего отца занимался журналистикой и в их доме часто бывал дядюшка Гиляровский. В 1914 году мой дед ушел на фронт, где вместе со своими старшими сыновьями был убит. Ещё у моего деда был брат, который занимался исключительно сельским хозяйством в своём родовом имении в Тамбовской губернии, где я никогда не был.
По тем же воспоминаниям Захарова, его дед был женат на «еврейке-караимке» и имел семь детей: «все они, за исключением папы и его сестры, погибли на фронтах, сражаясь за веру, царя и Отечество».

## Адрес в Москве
- Большой Девятинский переулок, 3[25].

## Публикации
- Ширинкин Б. Л. Владикавказское чудо: Правда о Любе Морозовой. — Владикавказ: Типография Терского областного правления, 1904. — 17 с.
- Ширинкин Б. Лучи Рентгена и оккультизм // Ребус. — 1896. — № 14 (7 апреля). — С. 112—114.
- Ширинкин Б. Кавказские волшебники // Неделя. — 1898. — № 47 (21 ноября). — Стб. 1512—1514.
- Ширинкин Б. Ещё о самопроизвольных явлениях во Владикавказе // Ребус. — 1904. — № 6—7 (16 мая). — С. 10—11.
- Ширинкин Б. Л. Преступление, раскрытое сомнамбулическим путём // Ребус. — 1909. — № 23 (7 июня). — С. 5—6.